# Schrattenfluh
Schrattenfluh är ett berg i Schweiz.   Det ligger i distriktet Entlebuch och kantonen Luzern, i den centrala delen av landet, 40 km öster om huvudstaden Bern. Toppen på Schrattenfluh är 2 093 meter över havet, eller 772 meter över den omgivande terrängen. Bredden vid basen är 7,6 km.
Terrängen runt Schrattenfluh är kuperad åt nordväst, men åt sydost är den bergig. Närmaste större samhälle är Escholzmatt, 8,0 km norr om Schrattenfluh. 
Trakten runt Schrattenfluh består i huvudsak av gräsmarker. Runt Schrattenfluh är det ganska tätbefolkat, med 54 invånare per kvadratkilometer.